# 第68回全国高等学校サッカー選手権大会
第68回全国高等学校サッカー選手権大会（だい68かいぜんこくこうとうがっこうサッカーせんしゅけんたいかい）は、1990年1月に行われた、全国高等学校サッカー選手権大会である。

## 概要
- キャッチフレーズ 完全燃焼―4800秒

### 日程
- 開会式　1月1日
- 1回戦　1月2日
- 2回戦　1月3日
- 3回戦　1月4日
- 準々決勝　1月6日
- 準決勝　　1月7日
- 決勝　1月8日

### 使用会場
- 国立霞ヶ丘競技場陸上競技場（準決勝・決勝）
- 千葉県総合運動場陸上競技場（1回戦～準々決勝）
- 埼玉県大宮公園サッカー場（1回戦～準々決勝）
- 駒沢オリンピック公園陸上競技場（1回戦～3回戦）
- 三ツ沢公園球技場（1回戦～3回戦）
- 西が丘サッカー場（1回戦～2回戦）
- 等々力陸上競技場（1回戦～2回戦）
- 習志野市秋津サッカー場（1回戦～2回戦）
- 浦和市駒場陸上競技場（1回戦～2回戦）

## 出場校
北海道・東北
- 北海道代表 室蘭大谷
- 青森県代表 五戸
- 岩手県代表 盛岡商
- 宮城県代表 仙台育英
- 秋田県代表 西目
- 山形県代表 鶴商学園
- 福島県代表 平工

関東
- 茨城県代表 日立工
- 栃木県代表 真岡
- 群馬県代表 前橋商
- 埼玉県代表 武南
- 千葉県代表 習志野
- 東京都A代表 帝京
- 東京都B代表 堀越
- 神奈川県代表 桐蔭学園
- 山梨県代表 韮崎

北信越・東海
- 新潟県代表 東京学館新潟
- 富山県代表 富山一
- 石川県代表 星稜
- 福井県代表 丸岡
- 長野県代表 松本県ヶ丘
- 岐阜県代表 岐阜工
- 静岡県代表 清水東
- 愛知県代表 中京
- 三重県代表 四日市中央工

近畿
- 滋賀県代表 守山
- 京都府代表 山城
- 大阪府代表 北陽
- 兵庫県代表 滝川二
- 奈良県代表 上牧
- 和歌山県代表 和歌山工

中国
- 鳥取県代表 米子工
- 島根県代表 益田
- 岡山県代表 玉野光南
- 広島県代表 国泰寺
- 山口県代表 山口

四国
- 徳島県代表 徳島商
- 香川県代表 高松商
- 愛媛県代表 南宇和
- 高知県代表 高知

九州
- 福岡県代表 伝習館
- 佐賀県代表 佐賀商
- 長崎県代表 国見
- 熊本県代表 熊本農
- 大分県代表 大分工
- 宮崎県代表 宮崎工
- 鹿児島県代表 鹿児島実
- 沖縄県代表 那覇西

## 試合

### 1回戦
- 盛岡商 2 - 0 高知
- 武南 4 - 1 宮崎工
- 五戸 1 - 2 鹿児島実
- 平工 1 - 1(PK3 - 1) 滝川二
- 松本県ヶ丘 3 - 2 和歌山工
- 富山一 1 - 2 国見
- 中京 2 - 1 高松商
- 西目 0 - 1 山城

- 鶴商学園 0 - 3 佐賀商
- 丸岡 2 - 2(PK2 - 4) 国泰寺
- 岐阜工 1 - 0 守山
- 桐蔭学園 5 - 1 山口
- 東京学館新潟 0 - 8 北陽
- 韮崎 1 - 0 玉野光南
- 日立工 0 - 2 南宇和
- 帝京 0 - 0(PK3 - 0) 上牧

### 2回戦
- 清水東 3 - 0 徳島商
- 盛岡商 1 - 1(PK6 - 7) 武南
- 鹿児島実 2 - 1 平工
- 真岡 1 - 1(PK3 - 1) 米子工
- 室蘭大谷 4 - 0 益田
- 松本県ヶ丘 0 - 4 国見
- 中京 1 - 1 (PK4 - 5) 山城
- 那覇西 0 - 3 堀越

- 前橋商 1 - 0 熊本農
- 佐賀商 2 - 1 国泰寺
- 岐阜工 0 - 5 桐蔭学園
- 星稜 3 - 3(PK3 - 5) 伝習館
- 仙台育英 1 - 0 大分工
- 北陽 1 - 0 韮崎
- 南宇和 1 - 1(PK5 - 4) 帝京
- 四日市中央工 2 - 0 習志野

### 3回戦
- 清水東 0 - 1 武南
- 鹿児島実 2 - 1 真岡
- 室蘭大谷 0 - 1 国見
- 山城 2 - 0 堀越

- 前橋商 1 - 0 佐賀商
- 桐蔭学園 4 - 0 伝習館
- 仙台育英 2 - 0 北陽
- 南宇和 1 - 1(PK5 - 4) 四日市中央工

### 準々決勝
- 武南 1 - 0 鹿児島実
- 国見 3 - 0 山城

- 前橋商 2 - 2(PK6 - 5) 桐蔭学園
- 仙台育英 0 - 1 南宇和

### 準決勝
- 武南 3 - 0 国見
- 前橋商 1 - 4 南宇和

### 決勝
- 武南 1 - 2 南宇和

## 得点王
- 西田吉洋 (南宇和) 6得点

## 主な出場選手
- 實好礼忠 (南宇和)
- 木寺浩一 (武南)
- 服部浩紀 (前橋商)
- 鳥居塚伸人 (前橋商)
- 長谷部茂利 (桐蔭学園)
- 戸倉健一郎 (桐蔭学園)
- 林健太郎 (桐蔭学園)
- 福永泰 (桐蔭学園)
- 相馬直樹 (清水東)
- 斉藤俊秀 (清水東)
- 原田武男 (国見)
- 前園真聖 (鹿児島実)
- 藤山竜仁 (鹿児島実)